# وادي بنيت
وادي بنيت هي إحدى القرى اللبنانية من قرى قضاء الهرمل في محافظة بعلبك الهرمل.